# 새집이라고 했는데 이 얼룩은 뭐죠
새집이라고 했는데 이 얼룩은 뭐죠(Heard It's A New House, What's This Stain?)는 한국에서 제작된 남현미 감독의 2002년 영화이다. 김태언 등이 주연으로 출연하였다.

## 출연

### 주연
- 김태언
- 한은정

## 제작진
- 조명: 김형주
- 음향: 김태호